# 星野英正
星野 英正（ほしの ひでまさ、1977年9月19日 - ）は、宮城県出身のプロゴルファー。東北福祉大学卒業、所属：フリー。

## プロフィール
血液型はB型、趣味は手品、ビリヤード。
学生アマチュアゴルファーとして大小合わせて52のタイトルを獲得。
2000年4月20日にキリンオープンでプロデビュー。

## 経歴
- 1977年 - 宮城県仙台市にて、3人兄弟の次男として生まれる。
- 1990年 - 13歳で本格的にゴルフを始める。中学生時代は日本ジュニア選手権などで上位入賞の活躍。
- 1993年 - 仙台育英高に進学。東北アマチュア選手権優勝
- 1994年 - 東北アマチュア選手権優勝（2連覇）
- 1995年 - 東北アマチュア選手権優勝（3連覇）
- 1996年 - 東北福祉大学に進学。日本アマチュア選手権優勝。東北アマチュア選手権優勝（4連覇）
- 1997年 - 日本オープンでローアマ（アマチュアでの最上位）獲得。朝日杯全日本学生選手権優勝。東北アマチュア選手権優勝（5連覇）
- 1998年 - 日本アマチュア選手権優勝（2度目）
- 1999年 - 日本アマチュア選手権優勝（3度目）。朝日杯全日本学生選手権優勝（2度目）
- 2000年 - プロ転向。
- 2002年 - 賞金ランキング51位で初めてシード権を獲得。
- 2003年 - 中日クラウンズで初優勝を果たす。
- 2006年 - コカ・コーラ東海クラシックでツアー2勝目。
- 2008年 - UBS日本ゴルフツアー選手権で悲願の国内メジャー初制覇。